# Imaobong Nse Uko
Imaobong Nse Uko (20 de febrero de 2004) es una deportista de Nigeria que compite en atletismo. Ganó una medalla de oro en el Campeonato Mundial de Atletismo Sub-20 de 2021, en la prueba de 400 m.